# Kupferoxychlorid
Kupferoxychlorid ist eine chemische Verbindung des Kupfers aus den Gruppen der Hydroxide und Chloride.

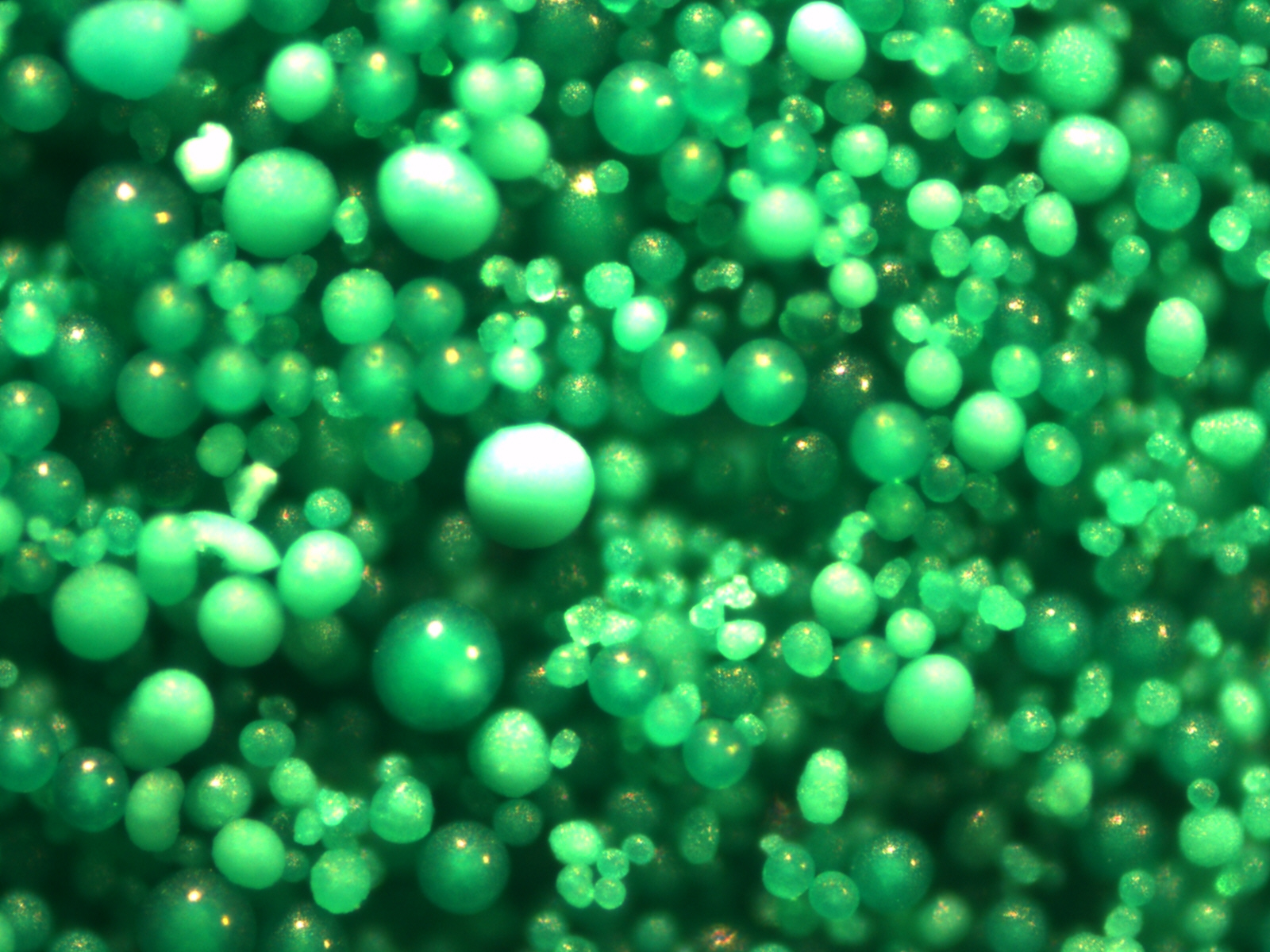
α-Kupferoxychlorid-Kristalle

## Herstellung
Kupferoxychlorid kann durch Hydrolyse von Kupfer(II)-chlorid hergestellt werden. 
{\displaystyle \mathrm {2\ CuCl_{2}+3\ NaOH\rightarrow Cu_{2}(OH)_{3}Cl+3\ NaCl} }
oder
{\displaystyle \mathrm {CuCl_{2}+3\ CuO+3\ H_{2}O\rightarrow 2\ Cu_{2}(OH)_{3}Cl} }
Industriell wird es durch Oxidation von Kupfer(I)-chlorid in einer Solelösung gewonnen. Dazu wird Kupfer(II)-chlorid in konzentrierter Natriumchloridlösung mit Kupfermetall reduziert. Das entstandene Kupfer(I)-chlorid wird anschließend erhitzt und an Luft zu Kupferoxychlorid oxidiert. 
{\displaystyle \mathrm {CuCl_{2}+Cu+2\ NaCl\rightarrow 2\ NaCuCl_{2}} }
{\displaystyle \mathrm {6\ NaCuCl_{2}+{\tfrac {3}{2}}O_{2}+\ H_{2}O\rightarrow } }{\displaystyle \mathrm {CuCl_{2}\cdot 3\ Cu(OH)_{2}+2\ CuCl_{2}+6\ NaCl} }

## Verwendung
Kupferoxychlorid wird als Kontaktfungizid verwendet.
Die Zulassung von Kupferoxychlorid als eine von mehreren „Kupferverbindungen“ durch die EU-Kommission erfolgte mit Wirkung zum 1. Dezember 2009 für Anwendungen als Bakterizid und Fungizid.
In Deutschland sind Pflanzenschutzmittel mit diesem Wirkstoff für den Anbau von Kernobst und Erdbeeren zugelassen. In Österreich und der Schweiz sind Kupferoxychlorid-Präparate bei Kartoffeln und Weinreben sowie bei einer Vielzahl von Obst, Beeren und Gemüsearten erlaubt.